# Мураткабилов, Вахобжон Абдуганиевич
Вахобжон Абдуганиевич Мураткабилов (27 октября 1974 года, Самаркандская область, Узбекская ССР) — узбекский политический деятель, депутат Законодательной палаты Олий Мажлиса Республики Узбекистан IV созыва. Член Либерально-демократической партии Узбекистана.

## Биография
В 1997 году Вахобжон Мураткабилов окончил Самаркандский государственный архитектурно-строительный институт. В 2020 году избран в Законодательную палату Олий Мажлиса Республики Узбекистан IV созыва, а также назначен на должность председателя комитета по вопросам промышленности, строительства и торговли Законодательной палаты Олий Мажлиса Республики Узбекистан.